# NOB D 2/4 (Maffei)
Die Schweizerische Nordostbahn (NOB), beschaffte von 1854 bis 1857 insgesamt sieben Schlepptender-Dampflokomotiven des Typs D 2/4. Sie wurde für den Güterzugsdienst angeschafft und von der Lokomotivfabrik Maffei in München bezogen. Der Kaufpreis betrug zwischen 59 150 und 60 850 Schweizer Franken.

## Technisches
Die ersten drei Maschinen unterscheiden sich in den Kesselabmessungen von den letzten vier gelieferten Maschinen. Diesen Unterschied behielten sie auch nach der Neubekesselung mit einem zweiten Kessel.
Die D 2/4 waren nach den Grundsätzen von Norris aufgebaute Lokomotiven des Typs American (Achsfolge 2'B). Gleichzeitig mit dieser Güterzuglokomotive beschaffte die NOB auch Schnellzug- (A 2/4) und Personenzuglokomotiven (B 2/4) in ähnlicher Ausführung vom selben Hersteller, die sich vor allem im Raddurchmesser unterschieden.
Die Lokomotiven besassen einen Aussenrahmen mit aussen liegendem Antrieb. Der Rahmen war als Doppelblechrahmen ausgeführt und war an den Achshaltergabeln mit Platten verstärkt. Als Querversteifungen wurden der Stossbalken sowie die Zylinder und Zugkastenverstrebungen herangezogen. Ein im Rahmen eingebautes Querblech diente zugleich als Kesselträger. Die beiden Winkeleisenverbindungen für das Drehgestell versteiften den Rahmen zusätzlich. Die hintere Kuppelachse befand sich vor der Feuerbüchse, was sie von den A 2/4 und B 2/4 unterschied. Dies ergab eine sehr gedrängte Achsanordnung und für eine vierachsige Lokomotive einen äusserst kurzen Radstand von 3545 mm.
Die Triebachsen waren beidseitig mit je zwei über dem Rahmen stehenden Blattfedern gefedert. Die mittleren Federenden waren in der Mitte über einen Ausgleichshebel verbunden. Das Drehgestell hatte einen doppelwandigen Innenrahmen, der mit einem schmiedeeisernen Kreuz versteift war. Der Drehzapfen war um 75 mm von der Drehgestellmitte nach vorne verschoben. Die Achsen wurden auf jeder Seite von einer umgekehrten Blattfeder abgefedert, die mit ihren Enden auf den Achslagern auflagen.
Die Triebstange wirkte auf die erste Kuppelachse. Die Kuppelstange war aussenliegend. Auf dem Hals der Triebachsenkurbel war der grosse Exzenter der Stephenson-Steuerung befestigt. Er lag somit hinter der Triebstange.
Der dreiachsige Tender besass einen doppelten Aussenrahmen. Die Tragfedern befanden sich zwischen den Rahmenplatten und hatten keinen Ausgleich.
Die Bremseinrichtung bestand nur aus einer Hand-Spindelbremse, die auf die Tenderachsen wirkten. Es gab keine Dampf- oder Gegendruckbremse und auch keine Klotzbremse an der Lokomotive.
Alle Maschinen erhielten zwischen 1872 und 1874 einen neuen Kessel. Dabei wurde der Zylinderdurchmesser von 406 auf 380 mm reduziert.

## Umbau zu C 2/4

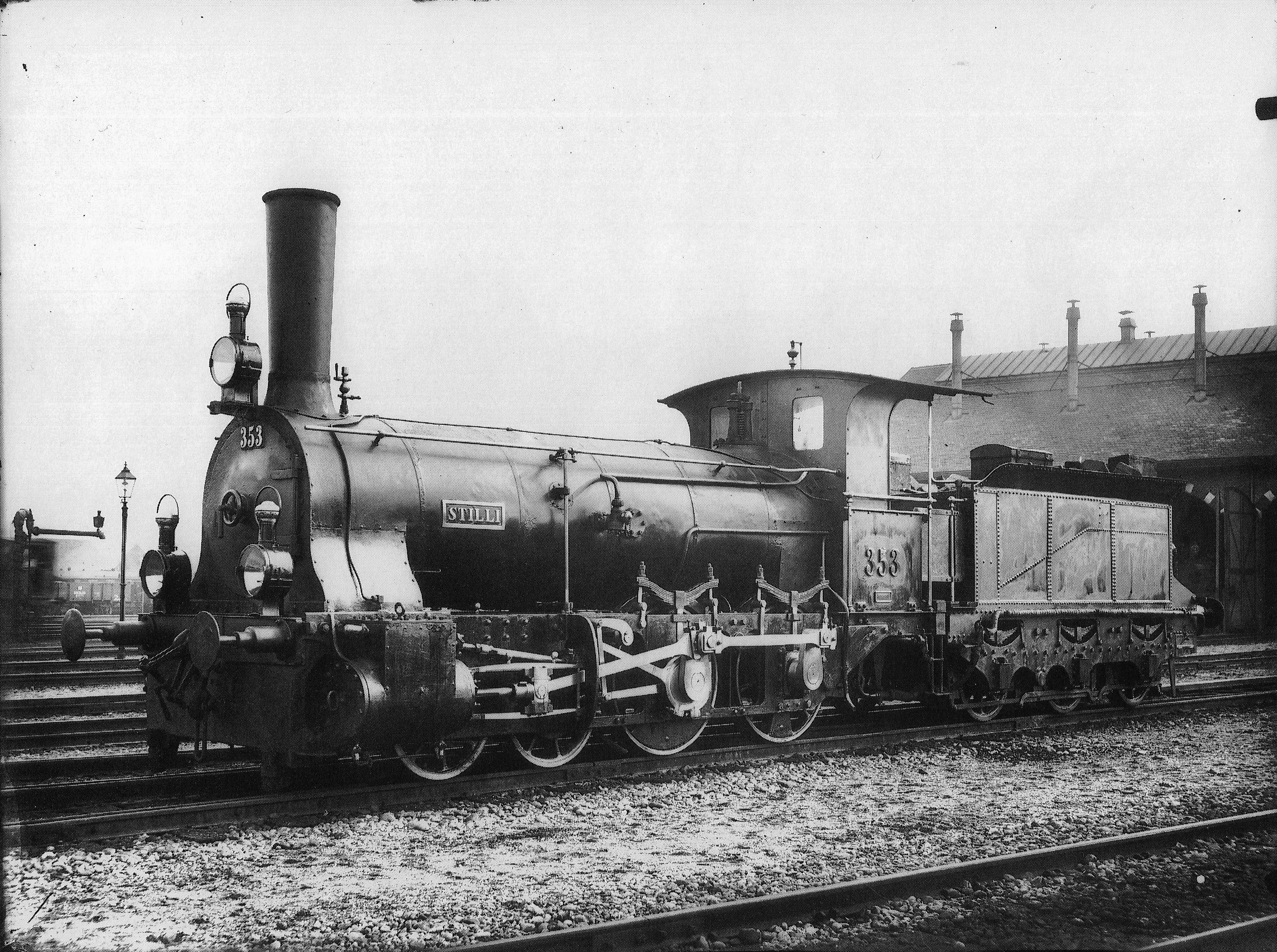
Lokomotive C 2/4 Nr. 353 „Stilli“ nach dem Umbau von 1875 im Zürcher Depot F

Vier Maschinen wurden mit neuen Kessel mit einer Feuerbüchse nach Maey ausgerüstet. Dabei konnte der Kesseldruck um 1 Atm. auf 10 Atm. erhöht werden. Bei diesen Maschinen wurde der Zylinderdurchmesser sogar auf 350 mm reduziert, um ein Durchdrehen der Räder zu minimieren. Die Höchstgeschwindigkeit konnte auf 55 km/h erhöht werden. Diese vier Maschinen wurden zwischen 1889 und 1893 mit einer Dampfheizung ausgerüstet. Sie erhielten Blei- oder Gussballast in den hinteren Rahmenausschnitten eingebaut, womit das Adhäsionsgewicht auf 19,8 Tonnen erhöht werden konnte.
Unklar ist, wie weit der Umbau bei der Maschine 107 ging. Alfred Moser schreibt von vier Maschinen, die einen Maey-Kessel erhielten, aber es werden von ihm 5 Maschinen als umgebaut aufgeführt. Auch wurde Lokomotive Nummer 107 14 Jahre nach dem Umbau, zeitgleich mit den nicht umgebauten Lokomotiven, ausrangiert und verschrottet. Da es sich um die erste umgebaute Lokomotive handelt, kann davon ausgegangen werden, dass hier ein Fehler gemacht oder gefunden wurde, welcher erst mit dem Maey-Kessel behoben werden konnte.
| NOB bis 1879 | NOB 1879–1895 | NOB 1895–1902 | Name            | Fabrik Nummer | Baujahr | Hersteller | 2. Kessel | Umbau | Ausrangiert |
| ------------ | ------------- | ------------- | --------------- | ------------- | ------- | ---------- | --------- | ----- | ----------- |
| 11           | 101           | -             | Friedrichshafen | 179           | 1854    | Maffei     | 1872      | -     | 1885        |
| 12           | 102           | 351           | Lindau          | 180           | 1854    | Maffei     | 1878      | 1878  | 1902        |
| 18           | 103           | -             | Sihl            | 248           | 1856    | Maffei     | 1872      | -     | 1887        |
| 25           | 104           | 352           | Laufen          | 284           | 1857    | Maffei     | 1875      | 1875  | 1902        |
| 26           | 105           | 353           | Stilli          | 285           | 1857    | Maffei     | 1874      | 1876  | 1903        |
| 29           | 106           | 354           | Kyburg          | 286           | 1857    | Maffei     | 1875      | 1875  | 1903        |
| 30           | 107           | -             | Wettingen       | 287           | 1857    | Maffei     | 1873      | 1873  | 1887        |

## Betriebliches
Während Nr. 101, 103 und 107 schon 1885 und 1887 ausrangiert wurden, geschah dies bei den anderen vier zu C 2/4 umgebauten Lokomotiven kurz vor oder bei der Verstaatlichung der NOB zu den SBB 1902–03. Sie wurden somit nicht von den SBB übernommen.
Alle Lokomotiven wurden verschrottet.